# Koga (Fukuoka)
Koga (古賀市, Koga-shi) és una ciutat de la prefectura de Fukuoka, al Japó.
El 2015, tenia una població estimada de 58.355 habitants i una densitat de població de 1385 habitants per km². Té una àrea total de 42,11 km².

## Geografia
Koga està situada a l'oest de la prefectura de Fukuoka. Fa frontera amb el mar de Genkai de l'estret de Corea. Dins la petita badia que hi ha davant de la ciutat es troba l'illa d'Ainoshima. Els rius Onegawa i Nakagawa creuen la ciutat des del nord-est i el sud-est respectivament, que conflueixen al centre de la ciutat fins a la desembocadura. Koga és, en part, ciutat dormitori de Fukuoka, la capital de la prefectura.

## Història
Durant el període Edo, a l'àrea de l'actual ciutat es trobava una estació postal de la carretera Karatsu, al voltant de la qual es desenvolupà el poble de Koga.
Koga esdevingué ciutat el 1997.